# S/2009 S 1
S/2009 S 1 — малый внутренний спутник Сатурна, обращающийся в пределах кольца B. Самый близкий к Сатурну из известных его спутников.

## История открытия
S/2009 S 1 был открыт на снимке, сделанном узкоугольной камерой АМС «Кассини» 26 июля 2009 года. На этой фотографии учёные заметили 36-километровую тень от этого спутника на кольцах Сатурна. Исходя из длины тени и угла падения солнечного света на плоскость колец они определили, что максимальное отклонение спутника от этой плоскости составляет 150 метров. Предполагается, что центр спутника лежит в этой плоскости; тогда диаметр этого тела — около 300 метров.

## Орбита
S/2009 S 1 имеет радиус орбиты 117 тыс. км, то есть является ближайшим к планете (Пан обращается на 16 тыс. км дальше).

## Физические характеристики
Диаметр S/2009 S 1 составляет около 300 метров, то есть он является самым маленьким из известных спутников планет (не считая минилун, находящихся в кольцах Сатурна, которые не могут расчищать свою орбиту). Спутник, по всей видимости, состоит из того же материала, что и кольца Сатурна.